# Abd el-Káder Aújszi
Abd el-Káder Aújszi (arabul: الهادي عويسي, nemzetközi sajtóban: Abdelkader Aouissi) (1930 – 2016. október 17.) algériai nemzetközi labdarúgó-játékvezető.

## Pályafutása

### Nemzeti játékvezetés
A játékvezetői vizsga megszerzését követően a területi Labdarúgó-szövetség által üzemeltetett labdarúgó bajnokságokban kezdte sportszolgálatát. Az Algériai Labdarúgó-szövetség Játékvezető Bizottsága (JB) minősítésével a Championnat National 1 bírója. A nemzeti játékvezetéstől 1976-ban visszavonult.

#### Nemzeti kupamérkőzések
Vezetett kupadöntők száma: 1.

##### Algériai labdarúgókupa
| Időpont           | Helyszín                   | Mérkőzés típusa     | Mérkőzés               | Eredmény | Nézők száma |
| ----------------- | -------------------------- | ------------------- | ---------------------- | -------- | ----------- |
| 1963. április 28. | El Annasser Stadion, Algír | döntő első mérkőzés | ES Sétif–ES Mostaganem | 1 – 1    | 11 000      |
| 1963. május 12.   | El Annasser Stadion, Algír | döntő 2. mérkőzés   | ES Sétif–ES Mostaganem | 2 – 0    | 11 000      |

### Nemzetközi játékvezetés
Az Algériai labdarúgó-szövetség JB terjesztette fel nemzetközi játékvezetőnek, a Nemzetközi Labdarúgó-szövetség (FIFA) 1972-től tartotta nyilván bírói keretében. A FIFA JB központi nyelvei közül a franciát beszéli. Több nemzetek közötti válogatott és klubmérkőzést vezetett, vagy működő társának partbíróként segített. A  nemzetközi játékvezetéstől 1976-ban búcsúzott.

#### Labdarúgó-világbajnokság
Az 1974-es labdarúgó-világbajnokságon, illetve az 1978-as labdarúgó-világbajnokságon a FIFA JB bíróként alkalmazta. Selejtező mérkőzéseket az UEFA és a CAF zónákban vezetett.

##### 1974-es labdarúgó-világbajnokság
| Időpont           | Helyszín                      | Mérkőzés típusa           | Mérkőzés                | Eredmény | Nézők száma |
| ----------------- | ----------------------------- | ------------------------- | ----------------------- | -------- | ----------- |
| 1973. február 25. | Mithatpaşa Stadion, Isztambul | előselejtező (2. csoport) | Törökország–Olaszország | 0 – 1    | 22990       |

##### 1978-as labdarúgó-világbajnokság
| Időpont           | Helyszín                   | Mérkőzés típusa           | Mérkőzés         | Eredmény | Nézők száma |
| ----------------- | -------------------------- | ------------------------- | ---------------- | -------- | ----------- |
| 1976. október 10. | Központi Stadion, Conakry  | Afrikai(CAF) zóna         | Guinea–Ghána     | 2 – 1    |             |
| 1976. november 17 | Benfica Stadion, Lisszabon | előselejtező (1. csoport) | Portugália–Dánia | 1 – 0    | 35 000      |

#### Afrikai nemzetek kupája
Az 1972-es afrikai nemzetek kupáján, 1976-os afrikai nemzetek kupájánilletve az 1978-as afrikai nemzetek kupáján a CAF JB játékvezetőként foglalkoztatta.

##### 1972-es afrikai nemzetek kupája

###### Afrikai Nemzetek Kupája mérkőzés
| Időpont           | Helyszín                  | Mérkőzés típusa              | Mérkőzés   | Eredmény |
| ----------------- | ------------------------- | ---------------------------- | ---------- | -------- |
| 1972. február 28. | központi Stadion, Yaoundé | csoportmérkőzés (A. csoport) | Togo–Kenya | 1 – 1    |
| 1972. március 5.  | központi Stadion, Yaoundé | döntő                        | Kongó–Mali | 0 – 3    |

##### 1976-os afrikai nemzetek kupája
| Időpont           | Helyszín                       | Mérkőzés típusa              | Mérkőzés                            | Eredmény |
| ----------------- | ------------------------------ | ---------------------------- | ----------------------------------- | -------- |
| 1976. február 29. | Központi Stadion, Addisz-Abeba | csoportmérkőzés (A. csoport) | Etiópia–Uganda                      | 0 – 0    |
| 1976. március 5.  | Központi Stadion, Addisz-Abeba | csoportmérkőzés (A. csoport) | Etióp labdarúgó-válogatott–Egyiptom | 1 – 1    |

##### 1978-as afrikai nemzetek kupája
| Időpont           | Helyszín                  | Mérkőzés típusa              | Mérkőzés                             | Eredmény | Nézők száma |
| ----------------- | ------------------------- | ---------------------------- | ------------------------------------ | -------- | ----------- |
| 1978. március 9.  | Baba Yara Stadion, Kumasi | csoportmérkőzés (B. csoport) | Tunézia–Ugandai labdarúgó-válogatott | 3 – 1    | 50 000      |
| 1978. március 14. | Baba Yara Stadion, Kumasi | egyik elődöntő               | Ugandai labdarúgó-válogatott–Nigéria | 2 – 1    | 10 000      |

#### Olimpiai játékok
Az 1972. évi nyári olimpiai játékokon a FIFA JB bírói szolgálatra alkalmazta.
| Időpont             | Helyszín                   | Mérkőzés típusa              | Mérkőzés            | Eredmény | Nézők száma |
| ------------------- | -------------------------- | ---------------------------- | ------------------- | -------- | ----------- |
| 1972. augusztus 30. | Városi Stadion, Passau     | csoportmérkőzés (B. csoport) | NDK–Kolumbia        | 6 – 1    | 4 500       |
| 1972. szeptember 3. | Városi Stadion, Regensburg | második kör (2. csoport)     | Dánia–Lengyelország | 1 – 1    | 4 000       |

##### Gulf Kupa
| Időpont          | Helyszín               | Mérkőzés típusa | Mérkőzés                                  | Eredmény |
| ---------------- | ---------------------- | --------------- | ----------------------------------------- | -------- |
| 1976. április 3. | Központi Stadion, Doha | csoportmérkőzés | Irak–Egyesült Arab Emírségek              | 4 – 0    |
| 1976. április 5. | Központi Stadion, Doha | csoportmérkőzés | Kuvait–Iraki labdarúgó-válogatott         | 2 – 2    |
| 1976. április 7  | Központi Stadion, Doha | csoportmérkőzés | Kuvaiti labdarúgó-válogatott–Szaúd-Arábia | 3 – 1    |